# فولتن (کنتاکی)
فولتن (به انگلیسی: Fulton) شهری در ایالت کنتاکی کشور ایالات متحده آمریکا است که جمعیت آن در سرشماری سال ۲۰۱۰ میلادی، ۲٬۴۴۵ نفر بوده‌است.